# Mondreganes
Mondreganes es una localidad española, perteneciente al municipio de Cebanico, situado en la comarca de Sahagún, de la provincia de León, y comunidad autónoma de Castilla y León. 

## Localización
Situado en el este de la provincia de León, partido de Sahagún, el pueblo de Mondreganes está surcado por el río Cea, el antiguo Cantabria; y en paralelo al río está la carretera C-611, que enlaza por el norte en el término de Valle de las Casas con la CL-626 (Cistierna-Puente Almuhey y por el sur con la LE 231 (Almanza-Sahechores de Rueda) y la LE-232 (Puente Almuhey-Sahagún).

## Clima
Los inviernos son largos, fríos y secos; los veranos tienden a ser calurosos. Las temperaturas máximas en verano oscilan entre 34 y 35 grados, siendo la media de 18º; en invierno las medias son de 3º y las mínimas de -8º y -10º. En otoño y primavera las lluvias caen con mayor intensidad, siendo el promedio anual de entre 500-600 mm. El clima es, por lo tanto, continental.

## Historia
"Bondreganes", "Vondreganes" o "Voldreganes" son algunas de las transcripciones del nombre de Mondreganes, de uso frecuente hasta mediados del siglo XVI, cuando se impone el nombre actual.
La parroquia San Andrés de Mondreganes pasó a depender de la abadía benedictina de Sahagún el año 1074. Además de la iglesia parroquial pronto dispuso de la ermita del Santo Cristo o Humilladero y San Juan.  A partir del siglo XVI Mondreganes perteneció a la jurisdicción del marquesado de Alcañices. Según el libro de apeo de 1695 el Monasterio de Santa María de Gradefes contaba con propiedades en Mondreganes, y en otros lugares como Espinosa de Almanza, Sorriba (León), Palazuelo de Boñar, Vegaquemada, Cerecedo, Oville, Santa Colomba de las Arrimadas. Por Mondreganes transcurría el cordel o vía pecuaria de la trashumancia denominado "La Zamorana", que enlazaba la "Vía de la Plata" con la Montaña Leonesa Oriental.
Desde el comienzo del siglo XIX dispone de "un buen puente" sobre el río Cea. Por entonces pertenecía a la jurisdicción de Almanza. En 1840 el pueblo de Mondreganes cuenta con una escuela para niños, donde reciben los conocimientos elementales de lectura y escritura.

## Economía
Sus gentes se ocupan en la cría de ganado, ovino y bovino, y del cultivo de cereales, principalmente. Durante los siglos XVII al XIX también se distinguió por el comercio de la lana y del lino, de ahí el término "linares", cultivable en zonas frescas y húmedas, terrenos aptos también para las hortalizas y verduras. Lana y lino cumplieron una función especial en la economía familiar, puesto que servía para hacer frente a los pagos de censos, rentas y diezmos, además de satisfacer las necesidades familiares como la comida y el vestido.

## Molino de agua
Durante siglos existió en Mondreganes molino de agua, incluso durante una parte del siglo XVIII llegaron a coexistir dos molinos. En ellos se molía harina para pienso de animales y harina panificable para uso en los hornos familiares. El último titular molinero fue Julio Diez. 

## Demografía
La población de Mondreganes ascendía en 1832 a 170 habitantes. A mediados de la siguiente década,  Francisco de Paula Mellado, señala en su Diccionario geográfico univeresal, que los vecinos eran cuarenta y cuatro (44).